# Brickfield-Navet
Brickfield-Navet es una localidad de Trinidad y Tobago, que forma parte de la región de Couva-Tabaquite-Talparo.

## Geografía
La localidad abarca parte de la isla Trinidad y limita al norte con Mundo Nuevo, Tamana Road, Coryal y Carmichael (estos dos últimos de la región de Sangre Grande), al sur con Brothers Road y San Pedro al este con Four Road-Tamana (de la región de Sangre Grande), Biche, Cushe-Navet (estos dos de la región de Mayaro-Rio Claro) y San Pedro y al oeste con Mamoral No. 2, Brasso Venado, Tabaquite y Brothers Road.

## Demografía
Datos demográficos de la localidad de Brickfield-Navet:
| Gráfica de evolución demográfica de Brickfield-Navet entre 2000 y 2011 |
|                                                                        |